# Angelo Conterno
Angelo Conterno ( 13 de março de 1925 em Turín - 1 de dezembro de 2007) foi um ciclista italiano dos anos 1950, cujo maior lucro como profissional foi o triunfo na Volta a Espanha de 1956, sendo líder desde a 2ª (a qual ganhou) até a última etapa e avantajando a Jesús Loroño, segundo classificado, em 13 segundos ao finalizar a competição. Foi o primeiro italiano que ganhou a Volta a Espanha.

## Palmarés
| 1952 - 1 etapa do Giro d'Italia 1953 - Giro dos Apeninos 1954 - 1 etapa do Giro d'Italia - Giro de Lazio 1955 - 1 etapa do Giro d'Italia 1956 - Volta a Espanha, mais 1 etapa - Giro di Campania 1957 - Giro do Veneto | 1958 - Giro Reggio Calabria 1959 - Campeonato de Zurique - 3º no Campeonato da Itália de ciclismo em estrada - Tour de Tessin - 1 etapa do Tour de Romandia 1960 - 3º no Campeonato da Itália de ciclismo em estrada 1961 - Giro de Piamonte - Troféu Matteotti |

## Resultados em Grandes Voltas e Campeonato do Mundo
| Carreira           | 1950 | 1951 | 1952 | 1953 | 1954 | 1955 | 1956 | 1957 | 1958 | 1959 | 1960 | 1961 | 1962 | 1963 | 1964 | 1965 |
| ------------------ | ---- | ---- | ---- | ---- | ---- | ---- | ---- | ---- | ---- | ---- | ---- | ---- | ---- | ---- | ---- | ---- |
| Giro d'Italia      | -    | -    | 24º  | 5º   | 10º  | 18º  | -    | Ab.  | Ab.  | 14º  | 21º  | 16º  | 21º  | 27º  | -    | -    |
| Tour de France     | -    | -    | -    | -    | -    | -    | 41º  | -    | -    | -    | -    | -    | -    | -    | -    | -    |
| Volta a Espanha    | -    | -    | -    | -    | -    |      | 1º   | -    | -    | -    | -    | -    | -    | -    | -    | -    |
| Mundial em Estrada | -    | -    | -    | -    | -    | -    | -    | -    | -    | 10º  | -    | 12º  | -    | -    | -    | {̪    |